# Laila wa al ziap
Laila wa al ziap (àrab: ليلى والذئاب, Laylà wa-ḏ-diʾāb, ‘Layla i els llops’) és una pel·lícula dramàtica de 1984 del director libanès Heiny Srour i amb Sabah Jabbour com a assistent de direcció.
Va ser filmat en zones sovint traïdores i el rodatge va durar set anys. A la pel·lícula, la protagonista, Leila, una dona libanesa moderna que viu a Londres, viatja en el temps entre els anys 1900 i 1980, amb cada viatge centrat en la centralitat de les dones en els moviments de resistència palestins i libanesos. La pel·lícula va guanyar el Gran Premi a la competició del Tercer Món al Festival Internacional de Cinema de Mannheim-Heidelberg.